# Rötliche Kohlenbeere
Die Rötliche Kohlenbeere (Hypoxylon fragiforme) ist eine Pilzart aus der Familie der Holzkeulenverwandten (Xylariaceae).

## Beschreibung

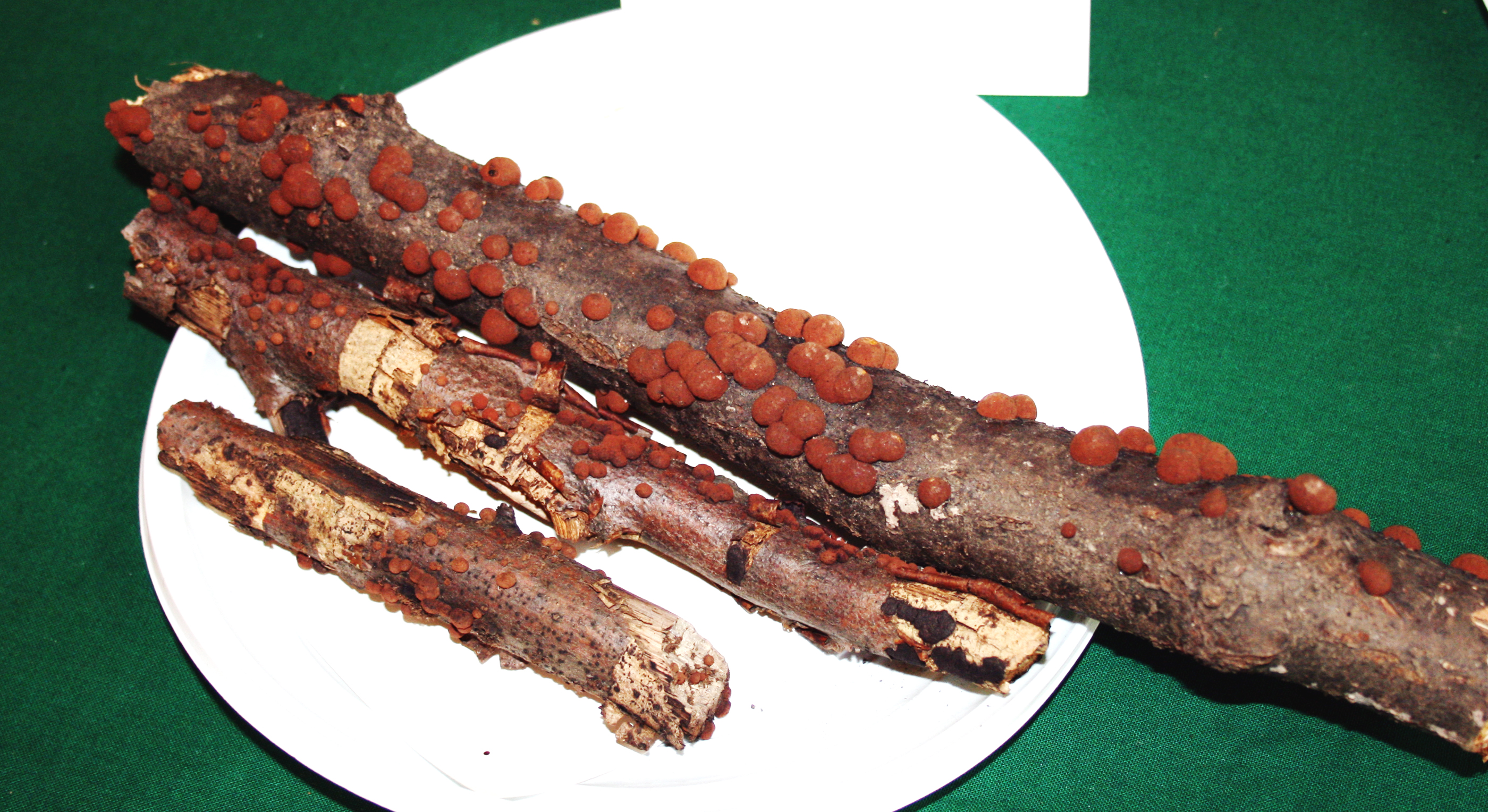
Rötliche Kohlenbeere - Prague mushroom exhibition

Der kugelförmige Fruchtkörper besteht aus ziegelrötlichen und auf dem Substrat frei aufsitzenden Stroma. Oft wachsen sie herdenweise. Die Fruchtkörper sind meist 0,4 bis 1 Zentimeter breit, selten können sie auch größer sein. Innen ist das Stroma schwarz. Direkt unter der Außenrinde sind viele Perithecien vorhanden, wodurch sie grob höckerig ist. Die Mündungen der Perithecien sind feine, nicht hervorstehende Öffnungen. Die Sporen messen 11 bis 15 × 5,5 bis 7,5 Mikrometer und sind bohnenförmig, glatt, dunkelbraun und fast undurchsichtig. Eine Seite ist abgeflacht, die andere besitzt in Längsrichtung eine Keimspalte. Das Sporenpulver ist schwarz. Die Asci messen 160 bis 180 × 6 bis 8 Mikrometer und sind zylindrisch-gestielt.

## Artabgrenzung
Die sehr ähnliche Hypoxylon rutilum wächst ebenfalls auf Buchenästen. Bei dieser Art werden die Sporen nicht länger als 10 µm und die Perithecien-Mündungen stehen deutlich vor. Die Rotbraune Kohlenbeere (Hypoxylon fuscum) wächst auf toten Zweigen von Erle und Hasel. Ihr Stroma ist etwas kleiner und mehr abgerundet-höckerig. Die Fruchtkörper der Vielgestaltigen Kohlenbeere (Hypoxylon multiforme) breiten sich auf dem Substrat eher krustenförmig aus. Sie sind nur in der Jugend rötlich und später schwarz gefärbt. Man findet diese Art häufig auf Birkenästen. Der erheblich größer werdende Kohlige Kugelpilz (Daldinia concentrica) hat einen Fruchtkörper, der im Inneren mit helleren, konzentrischen Zonen durchzogen ist. Er ist ziemlich selten und wächst auf verschiedenen Laubhölzern.

## Ökologie
Die Art wächst saprobiontisch auf abgestorbenen, noch berindeten Ästen von Buchen. Sie ist ganzjährig zu finden und häufig.